# Pteronycta fractilinea
Pteronycta fractilinea är en fjärilsart som beskrevs av Elliot C.G. Pinhey 1968. Pteronycta fractilinea ingår i släktet Pteronycta och familjen nattflyn. Inga underarter finns listade.